# Polička
Polička är en stad i Tjeckien.   Den ligger i distriktet Okres Svitavy och regionen Pardubice, i den centrala delen av landet, 140 km öster om huvudstaden Prag. Polička ligger 559 meter över havet och antalet invånare är 9 129.
Terrängen runt Polička är platt österut, men västerut är den kuperad. Runt Polička är det ganska tätbefolkat, med 70 invånare per kvadratkilometer. Närmaste större samhälle är Svitavy, 15,3 km öster om Polička. I omgivningarna runt Polička växer i huvudsak blandskog.